# Севастьяново (Костромская область)
Севастьяново — деревня в Нерехтском районе Костромской области. Входит в состав Волжского сельского поселения.

## География
Находится в юго-западной части Костромской области на расстоянии приблизительно 22 км на восток по прямой от районного центра города Нерехта.

## История
Деревня известна с 1872 года, когда здесь было учтено 37 дворов, в 1907 году отмечено было 53 двора.

## Население
Постоянное население составляло 211 человек (1872 год), 240 (1897), 249 (1907), 22 в 2002 году (русские 100 %), 15 в 2022.